# Fanny Elssler
Fanny Elssler, właśc. Franziska Elssler (ur. 23 czerwca 1810 w Gumpendorfie, zm. 27 listopada 1884 w Wiedniu) – austriacka tancerka i choreografka, primabalerina liryczna. Wprowadziła do baletu tańce ludowe takie jak kaczucza, krakowiak i tarantela. Występowała w latach 1818-1851, m.in. w Wiedniu, Neapolu, Berlinie, Londynie i Paryżu. Obok Włoszki Marii Taglioni, z którą rywalizowała, jest najbardziej znaną tancerką europejskiego romantyzmu.

## Życiorys
Urodziła się w Gumpendorfie koło Wiednia. Jej ojciec pracował jako kopista dla kompozytora Franza Josepha Haydna. Pobierała naukę tańca u Jeana-Pierre'a Aumera. Począwszy od 1818 roku występowała ze swoją starszą siostrą Therese (1808–1878), także tancerką, w wiedeńskim Theater am Kärntnertor. W latach 1825–1827 tańczyła w Neapolu, a w latach 1827–1830 w Wiedniu. Debiutowała w 1830 roku w Berlinie, a w 1833 roku w Londynie. Do debiutu w 1834 r. w Paryżu przygotowywał ją Auguste Vestris – tańczyła jako Alcina w balecie La Tempête (autor: Jean Coralli).
W Operze Paryskiej występowała do 1840 r. Sławę przyniosły jej występy w baletach: jako Florinda w Le Diable boiteux (1836), gdzie tańczyła kaczuczę, jako Sarah Campbell w La Gypsy (1839), gdzie tańczyła krakowiaka oraz Lauretta w La Tarentule (1839), gdzie wykazała zdolności pantomimiczne. W latach 1840 – 1842 odbyła tournée po Stanach Zjednoczonych. Następnie z powodzeniem występowała w Anglii, Niemczech, Włoszech i Rosji aż do przejścia na emeryturę 21 czerwca 1851 roku.

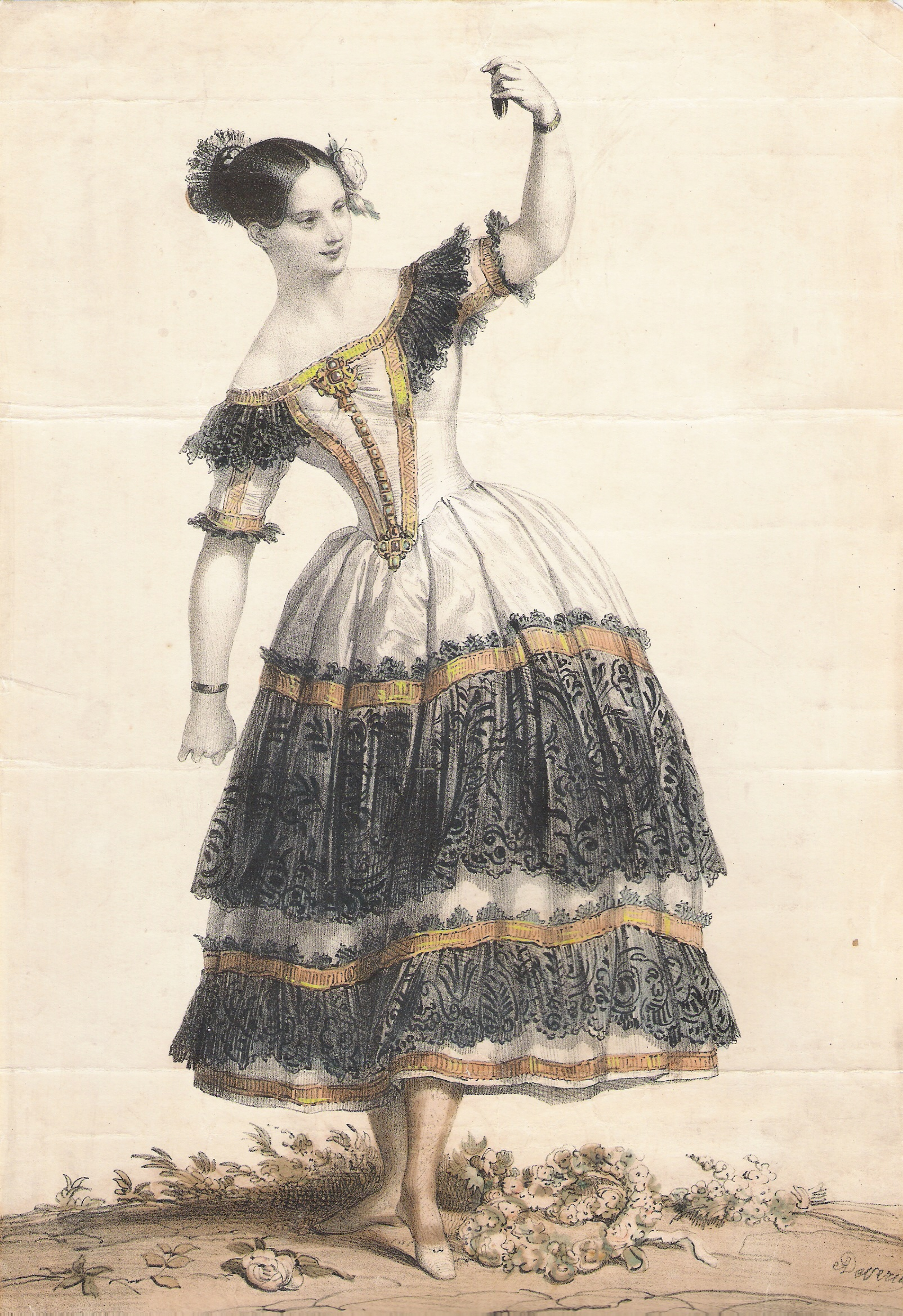
Fanny Elssler jako Florinda tańcząca kaczuczę w balecie Le Diable boiteux (Paryż, 1836)
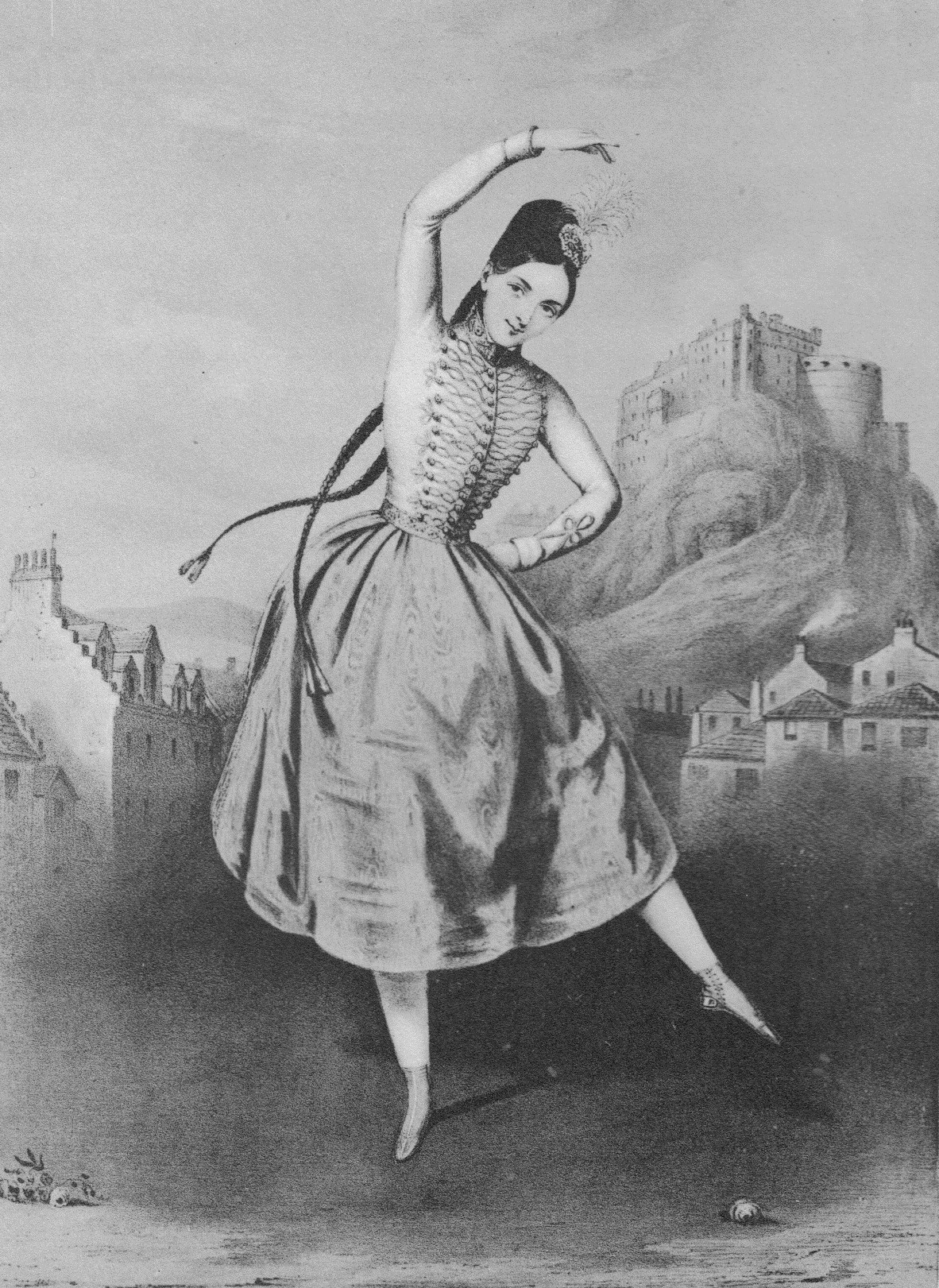
Fanny Elssler jako Sarah Campbell w balecie La Gypsy (Londyn, 1839)
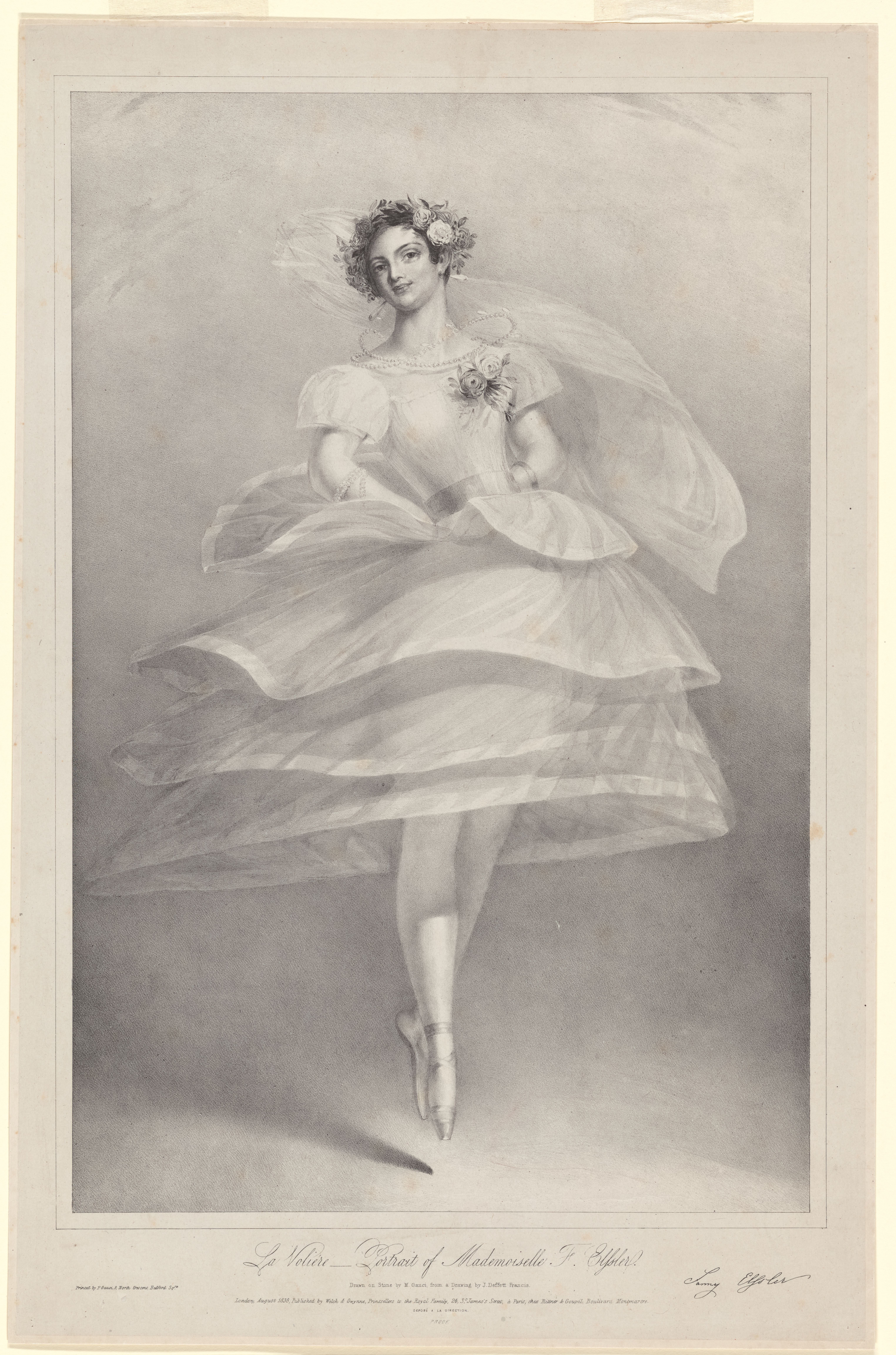
Fanny Elssler występująca w balecie La Volière (1838)